# UCI世界錦標賽
UCI世界錦標賽為國際自由車總會舉辦的年度賽事，以確定世界自由車冠軍。每年在不同的國家，舉辦幾種不同項目的賽事。冠軍得者在隔年需穿彩虹衫出賽。每個賽事的個人與團體前三名都會頒發獎牌。

## 精英世錦賽

### 目前錦標賽
賽事由以下項目組成
- 世界公路自由車錦標賽
- 世界場地自由車錦標賽
- 世界登山車&越野障礙賽錦標賽
- 世界登山車馬拉松錦標賽
- 世界公路車越野錦標賽
- 世界小輪車錦標賽
- 世界室內自由車錦標賽
- 世界帕拉公路自由車錦標賽
- 世界帕拉場地自由車錦標賽

### 停辦的錦標賽
- 世界自由車B錦標賽

## 外部連結
- 國際自由車總會（页面存档备份，存于）